# 晶晶體
晶晶體是起源於2016年的臺灣流行語，是對中文與英文夾雜之語言方式的一種戲稱。此名稱源自於臺灣名媛李晶晶。

## 定義・舉例
晶晶體是一種流行於臺灣以中文為基底，夾雜英語不成句的單字或片語的表達方式。
特指所使用的英文字多為過於簡單、沒有替換必要者，進而產生有意炫耀雙語能力卻弄巧成拙的效果。例如「我是很busy，因為我很多things要do」（行政院長蘇貞昌模仿）、「天氣總算放晴，沒有rain、太陽很big、有點hot、讓我想到以前還是student時，喜歡在這樣的天氣，吃一球ice cream，真的會讓人很happy」（臺灣知名冰店臉書粉絲專頁模仿）。

## 起源
首都客運千金李晶晶在2016年11月接受《Vogue》雜誌專訪時曾使用過這種中英文夾雜的說話方式，其Facebook行文亦然，所以被民眾稱為「晶晶體」。

## 外部連結
- YouTube上的〈韓國瑜演講實況〉（繁體中文）